# مارس (فیلم ۲۰۱۳)
مارس (انگلیسی: The March) فیلمی در ژانر مستند است که نامزد جایزه بفتا شد.